# Timandra bipartita
Timandra bipartita là một loài bướm đêm trong họ Geometridae.